# توم ألبانيز
توم ألبانيز (بالإنجليزية: Tom Albanese)‏ هو شخصية أعمال أمريكي، ولد في 9 سبتمبر 1957 في الولايات المتحدة.

## روابط خارجية
- توم ألبانيز على موقع مونزينجر (الألمانية)